# François Baron
Pour les articles homonymes, voir Baron.
François Baron, né le 22 septembre 1888 à Narbonne et mort pour la France le 5 mai 1918 à Moyenneville, dans le département de l'Oise, est un poète français du XXe siècle.

## Biographie
Albin François Placide Baron, né le 22 septembre 1888 à Narbonne, est le fils de Félix Marie Charles Baron, libraire (né vers 1855) et de Jacquette Marie Marguerite Baïsset (née vers 1860). 
Il est admis en 1907 à l'École des Chartes et nommé archiviste-paléographe par décret du 9 février 1912 après avoir défendu une thèse intitulée Le cardinal Pierre de Foix, le Vieux (1386-1464), et ses légations,. Il remanie le thèse en vue de publier un livre, qui sera publié de manière posthume en 1920 et que remarque Léon-Honoré Labande. 
Après ses études, il est incorporé en octobre 1912 pour faire son service militaire au 142e Régiment d'infanterie à Mende. Il est classé dans le service auxiliaire pour pleurésie au début de la Première Guerre mondiale. Classé dans le service armé en décembre 1914, il rejoint le 76e Régiment d'infanterie en juillet 1915 puis le 56e Régiment d'infanterie en août 1916. 
François Baron meurt le 5 mai 1918 à l'ambulance 3/18 secteur postal 152, à Moyenneville, des suite d'une « plaie pénétrante dans la région cervicale ». Il est cité et inscrit au tableau spécial de la Médaille militaire le 6 mai 1918 : « excellent soldat, d'une haute valeur morale, ayant toujours donné l'exemple du courage et du dévouement. A été grièvement blessé à son poste de combat au cours des dernières opérations ». En reconnaissance de son sacrifice et de son œuvre, son nom est inscrit au Panthéon parmi ceux des écrivains morts pour la France. 

Pendant la guerre, il écrit des poèmes qui seront regroupés et publiés en 1920 sous le titre Sous le casque, loin des lauriers. Dans un long article qu'il consacre à François Baron et à ce recueil en 1926, Pierre Jourda rapporte que ses amis Benjamin Crémieux et Albert Goux ont accompagné sa publication. Il termine son article par des vers du poète qui évoquent le moment de sa mort prochaine à la guerre :
Ma langue s'épaissit d'une salive amère… 

O mon Dieu, votre voix m'enlève et me console !

Je ne vois rien, mes jambes tremblent…

Mort solitaire, dans la nuit, cruelle et sourde…

Je vous offre tous les baisers que je reçus…

Il semble que Maman me caresse et me frôle.

Et je meurs comme j'ai vécu, comme un enfant.
Il conclut : « c'est ainsi que mourut François Baron. Et pourtant c'est un poète, qui peut-être eût été le poète du midi que la guerre a ravi aux lettres françaises en tuant Baron ». 

## Œuvres principales
- Le cardinal Pierre de Foix, le Vieux (1386-1464), et ses légations, 1912[11]
- Quelques soldats lozériens de 1805 à 1813, 1915
- Sous le casque, loin des lauriers, posthume, 1920

## Distinctions
- Médaille militaire
- Croix de guerre 1914–1918, palme de bronze[6]